# Ізраїльський фунт

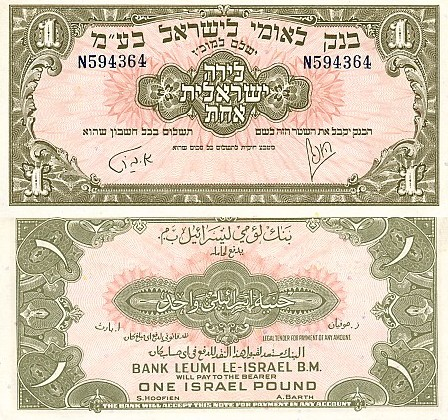
Ізраїльський фунт, 1952

Ізраїльський фунт або ліра — грошова одиниця Держави Ізраїль в 1952-1980 роках. Замінила палестинський фунт, була замінена ізраїльським шекелем.
Ліра — місцеве найменування грошової одиниці на івриті, фунт — прийняте в довідковій літературі.

## Історія
З моменту утворення Держави Ізраїль в 1948 році і до 1954 року в Ізраїлі не було центрального банку. Його функції виконував Англо-Палестинський Банк єврейського національного агентства. 1 травня 1951 року Англо-Палестинський банк перевів свої активи і зобов'язання у Національний банк Ізраїлю.
У 1952 році Національний банк Ізраїлю випустив банкноти, на яких слова івр. לירה ארץ ישראלית (ліра землі ізраїльської) були замінені на івр. לירה ישראלית (ізраїльська ліра) з дублюючої написом англійською мовою — Israel Pound (ізраїльський фунт), а назва 1/1000 фунта було замінено з «миль» (івр. מיל) на «прута» (івр. פרוטה), що можна перевести як «дрібниця, дрібна частина, пенс, ніщо» . Ця серія була в обігу три роки. З 1 січня 1954 року скасовано прив'язка палестинського фунта і ізраїльського фунта до фунта стерлінгів.
1 грудня 1954 року було засновано Банк Ізраїлю, і однією з його обов'язків було введення в обіг місцевої валюти і поповнення фонду купюр. У 1955 році увійшла в обіг перша випущена ним грошова серія.
Через скасування прив'язки ізраїльського фунта до фунта стерлінгів його вартість різко покотилася вниз: з 0,357 фунта за 1 американський долар в 1949 році (коли палестинський фунт ще був прив'язаний до фунта стерлінгів) до постійного курсу в 1,8 фунта за 1 американський долар в 1954 році. Ті жителі Ізраїлю, які отримували пенсію або зарплату від уряду Британії, повинні були вибрати після закінчення мандата, в якій валюті будуть виконуватися платежі; ті, хто повірив в ізраїльську валюту, з подивом виявили, що, незважаючи на ті ж цифри, з 1954 року вони отримують набагато менше своїх товаришів, які вирішили продовжувати отримувати платежі в англійських фунтах.
Через падіння вартості ізраїльського фунта монети гідністю менше 10 прут (івр. פרוטות) практично вийшли з обігу. Тому 1 січня 1960 роки замість прут були введені в обіг агори (івр. אגורות — гроші), прирівняні до 1/100 ізраїльського фунта. Назва для нової грошової одиниці придумала Академія івриту, на основі виразу «срібний гріш» (івр. אגורת כסף), що зустрічається в Старому Завіті, в Першій Книзі Царств, 2:36. (У російській синодальному перекладі (рос.) Вираз אגורת כסף переведено як «срібна гера»).
У 1964 році, внаслідок глибокої кризи ізраїльської економіки, було прийнято рішення зменшити вартість ізраїльського фунта і встановити обмінний курс в 3 фунти за американський долар. З кризи ізраїльська економіка змогла вибратися тільки в 1967 році, після закінчення Шестиденної війни.
Протягом 1960-х років в ізраїльському суспільстві знову і знову розгорялися дискусії з приводу назви грошової одиниці. І ліра, і фунт — запозичені слова; так чому національна валюта єврейської держави повинна називатися по-іноземному? І навіть назва відповідне було запропоновано — шекель. 4 червня 1969 на засіданні Кнесету був прийнятий закон, за яким назва ізраїльської валюти має бути «шекель». Однак практичної цінності цей закон не мав, тому що в ньому було записано, що перехід з фунта на шекелі буде проведений за указом міністра фінансів в момент, який здасться йому відповідним.
У листопаді 1977 року представник Банку Ізраїлю при уряді Арнон Гафні порадив ратифікувати закон від 1969, і випустити нову валюту, шекель. У травні 1978 року проєкт ратифікації затвердили прем'єр-міністр Ізраїлю Менахем Бегін і міністр фінансів Симха Ерліх. Проєкт заміни грошових знаків підготовлявся в таємниці, і був оприлюднений лише 22 лютого 1980 року, коли почалася кампанія зміни грошових знаків. На день обміну вартість американського долара дорівнювала 40 ізраїльським фунтам, і тому один шекель був встановлений як рівний 10 фунтам.

## Галерея

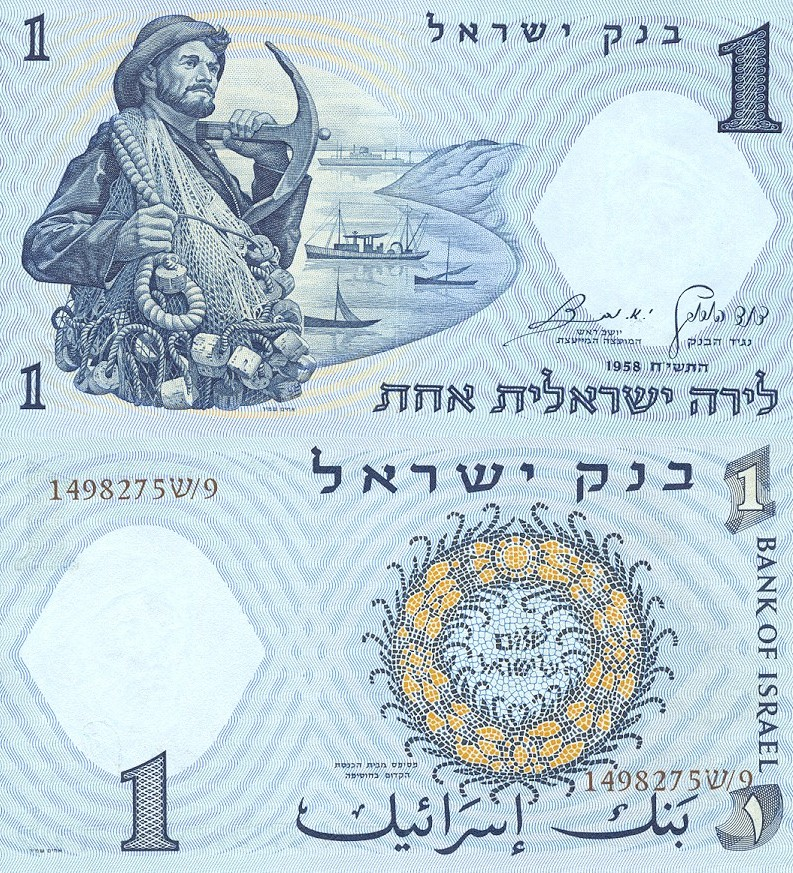
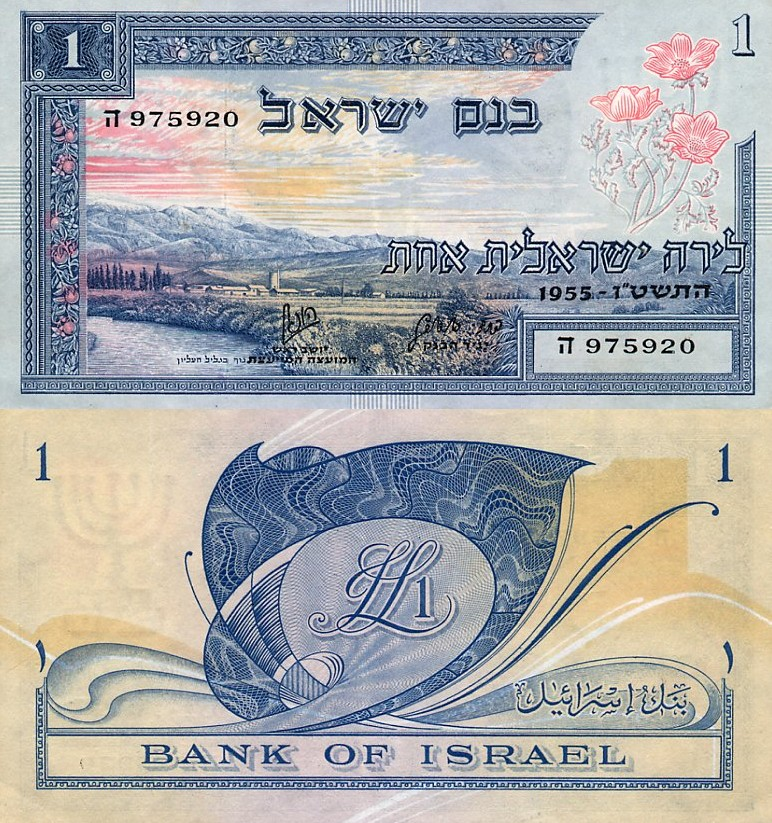
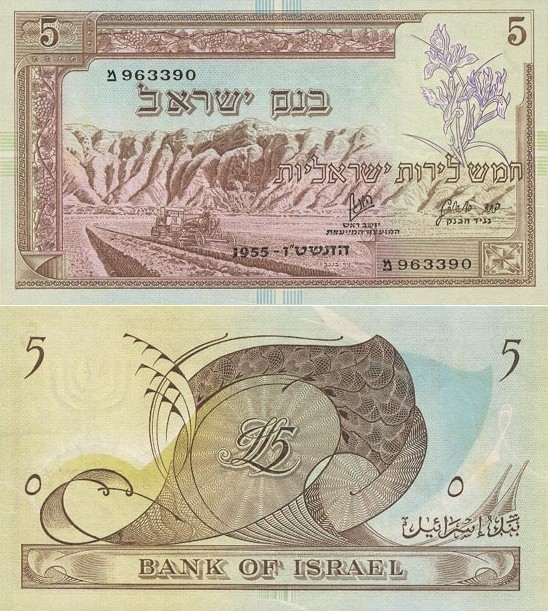
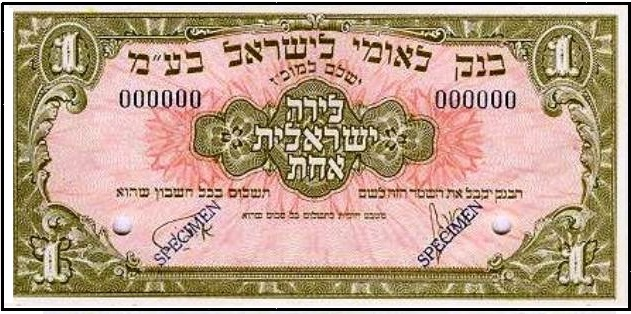
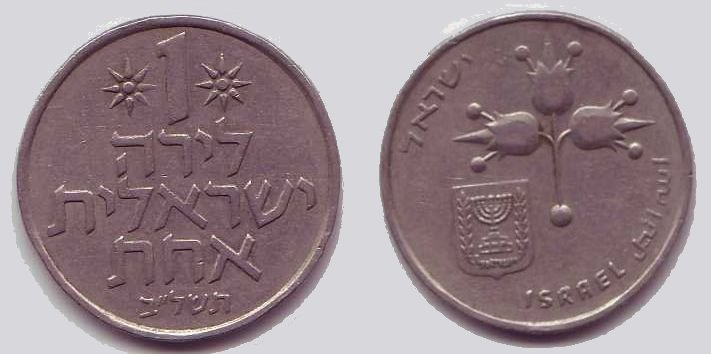
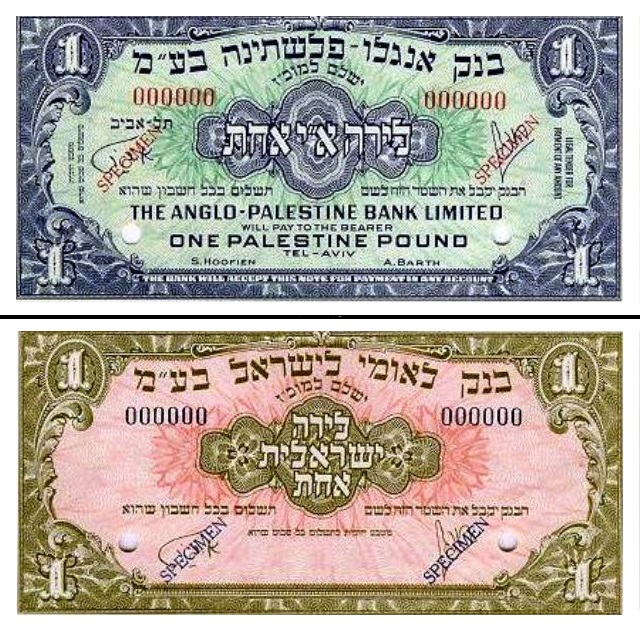
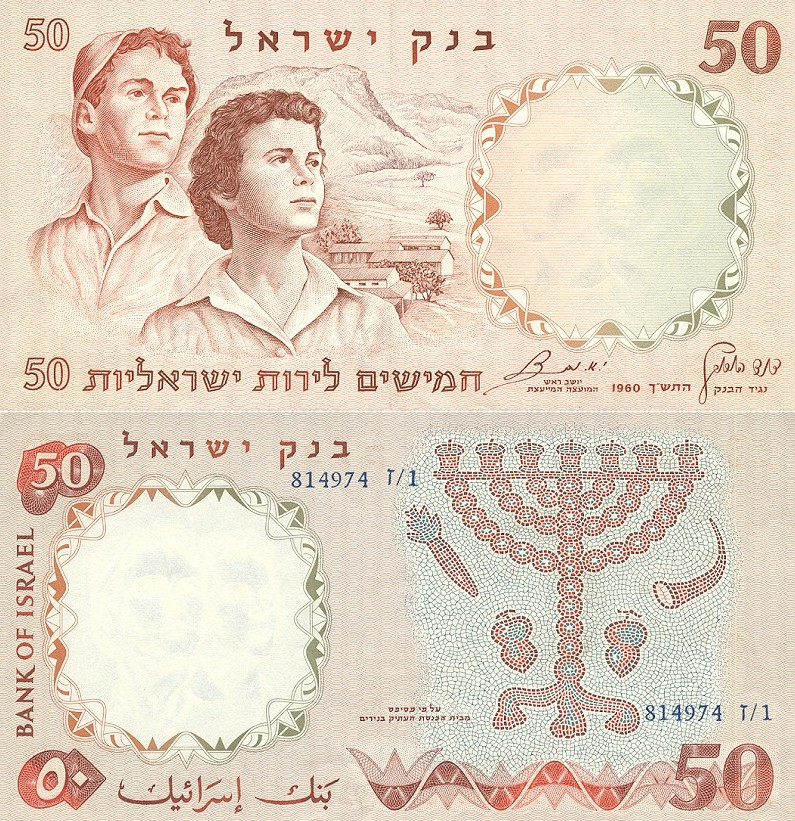
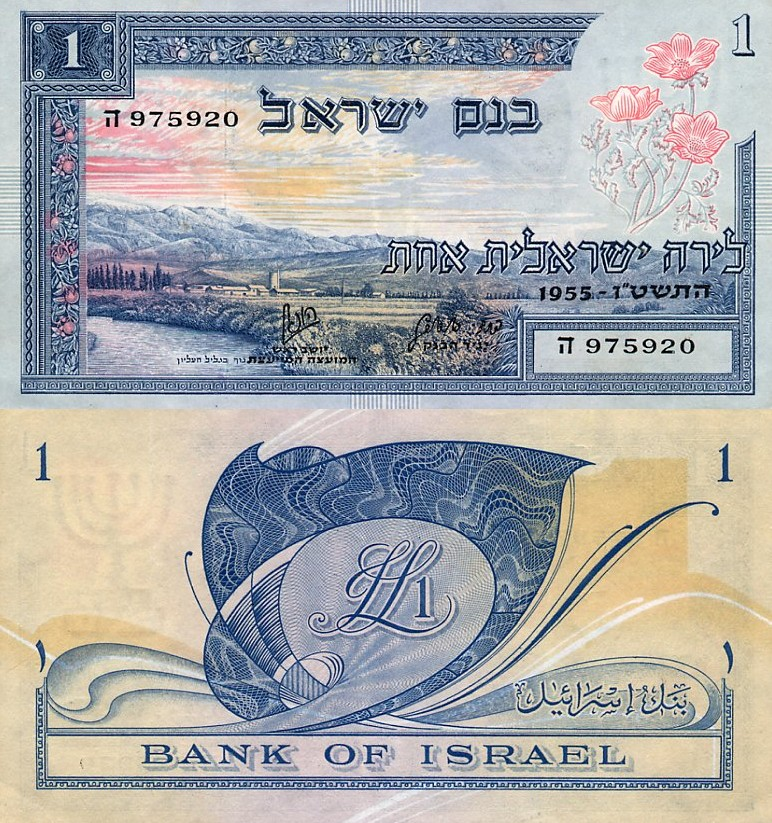
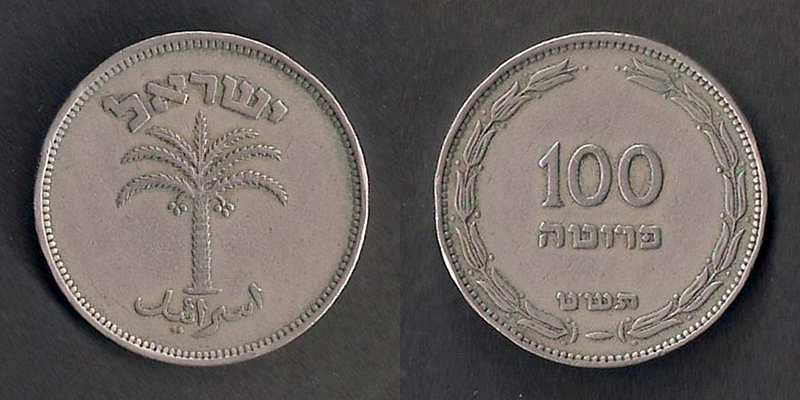
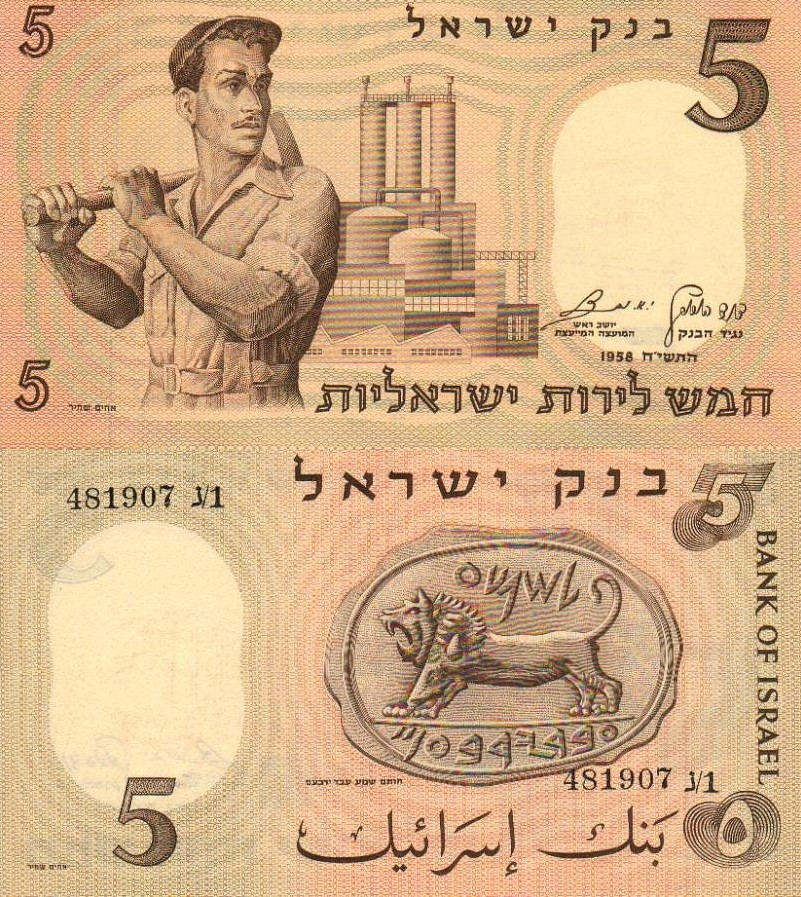
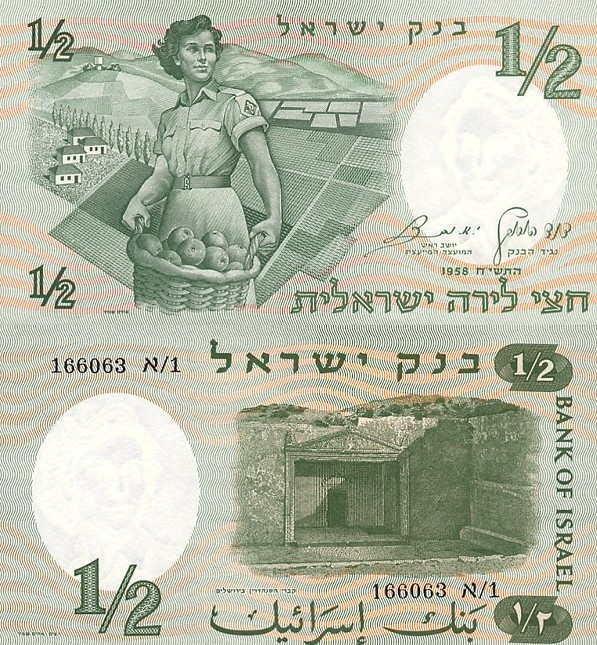
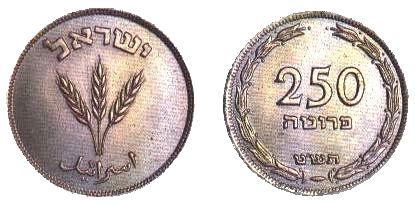
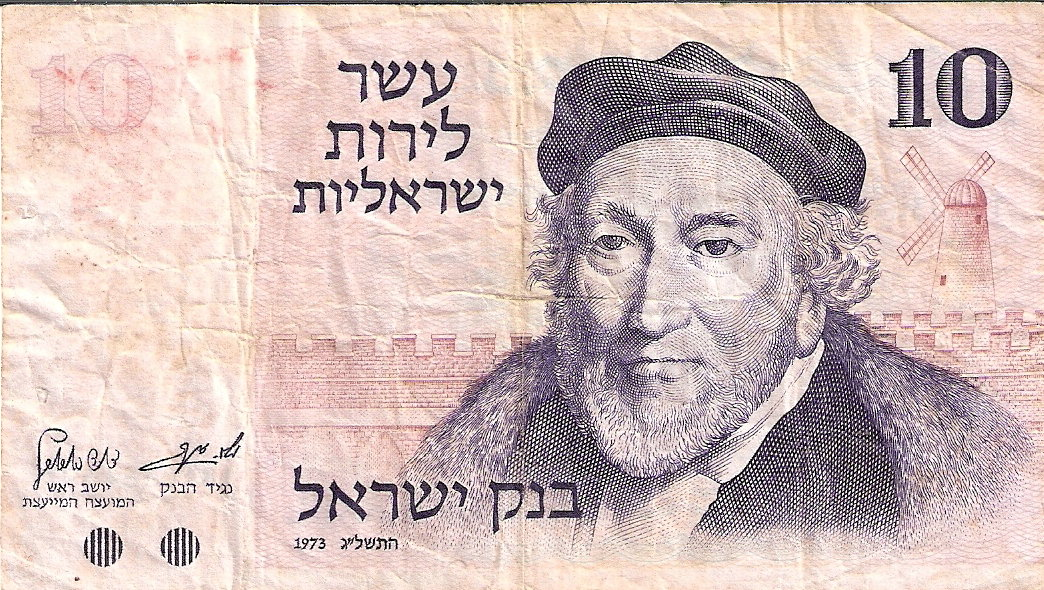
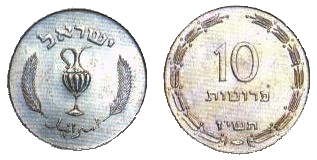
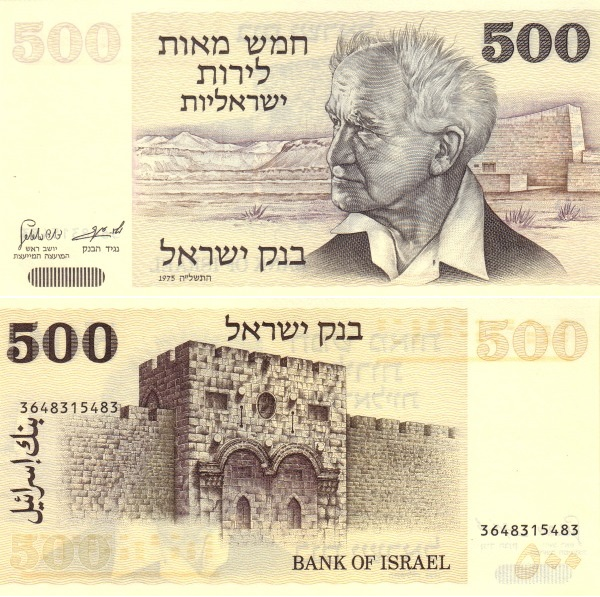
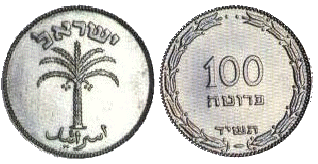
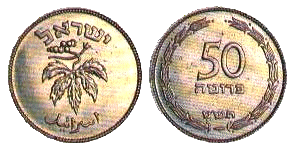
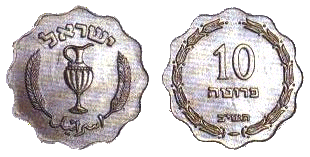
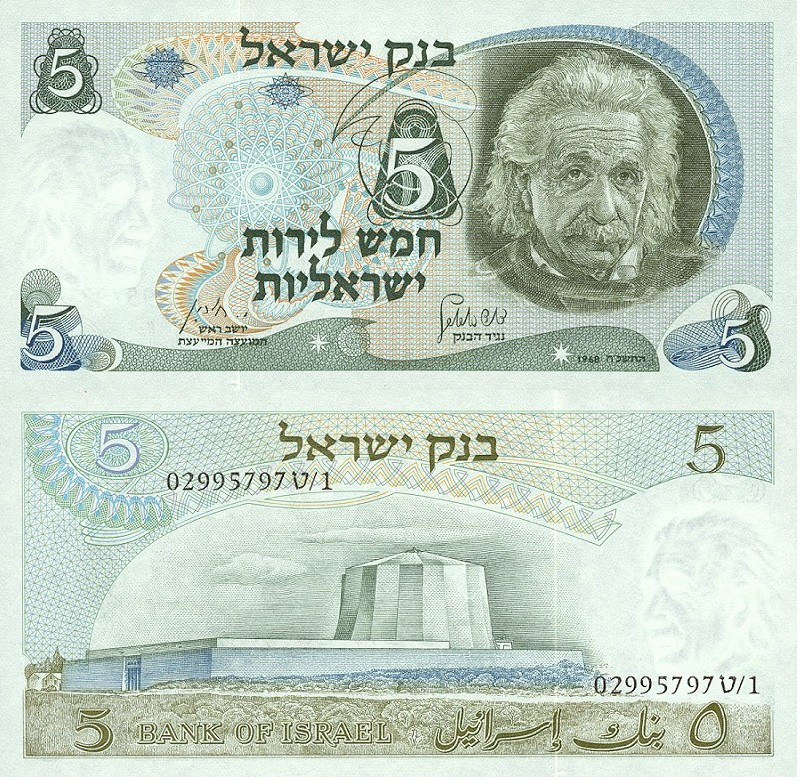
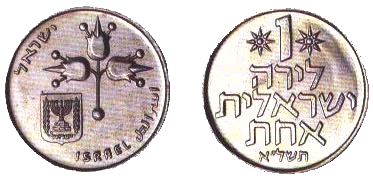
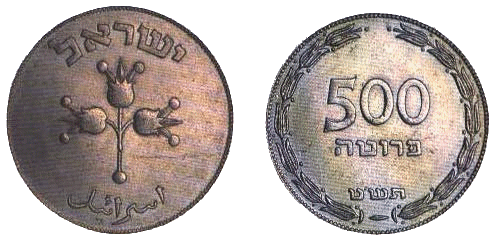
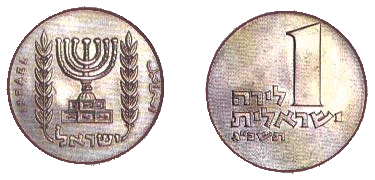
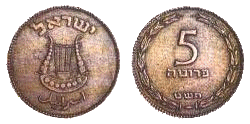
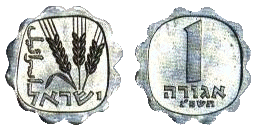
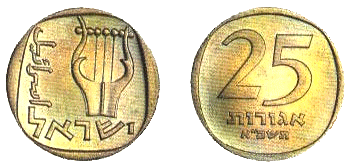
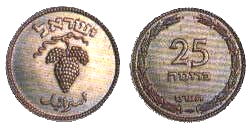
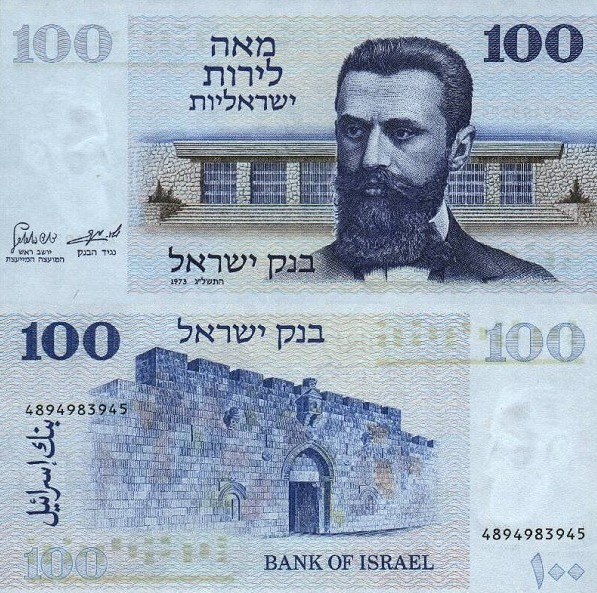
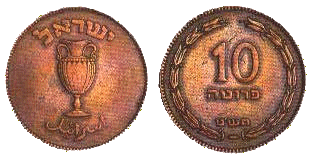
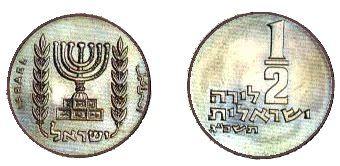
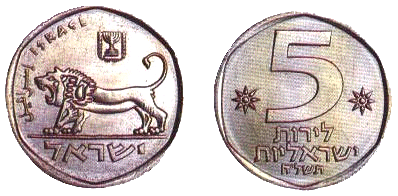
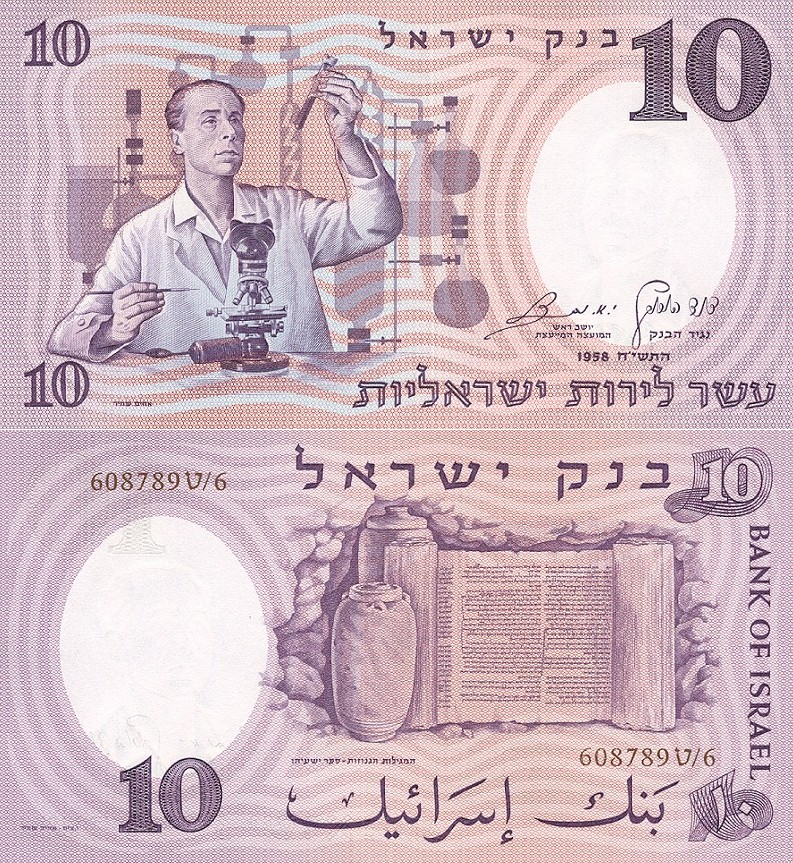
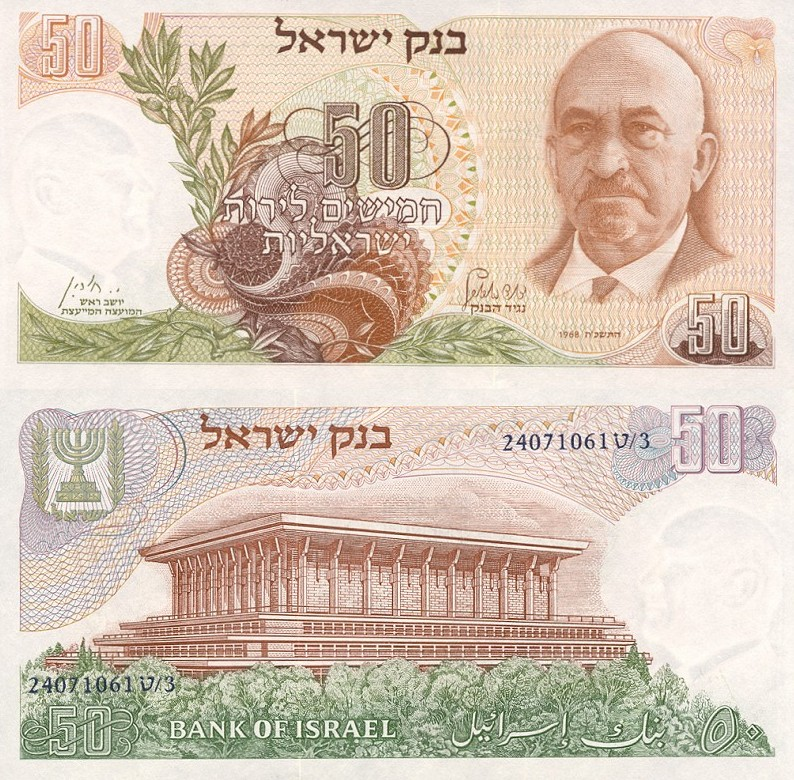
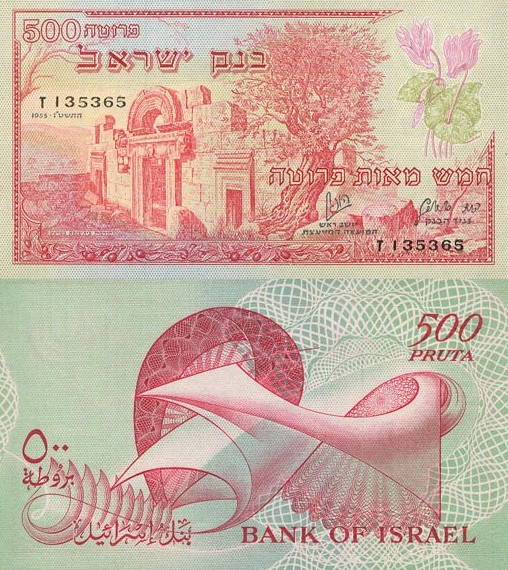
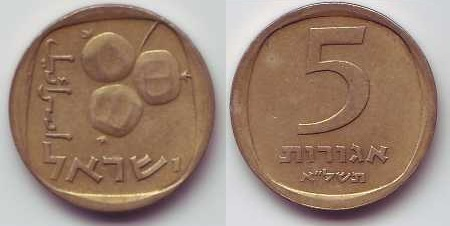
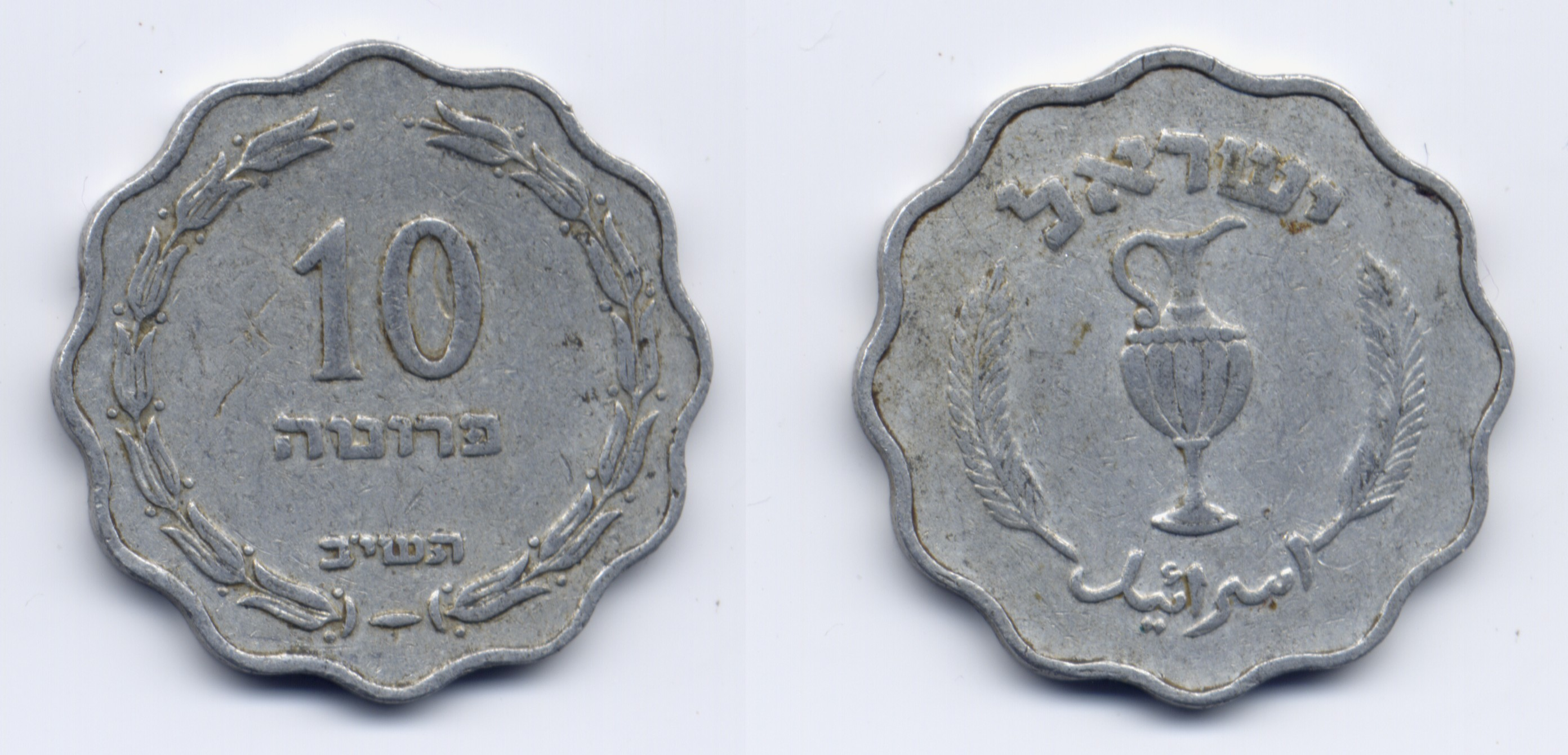
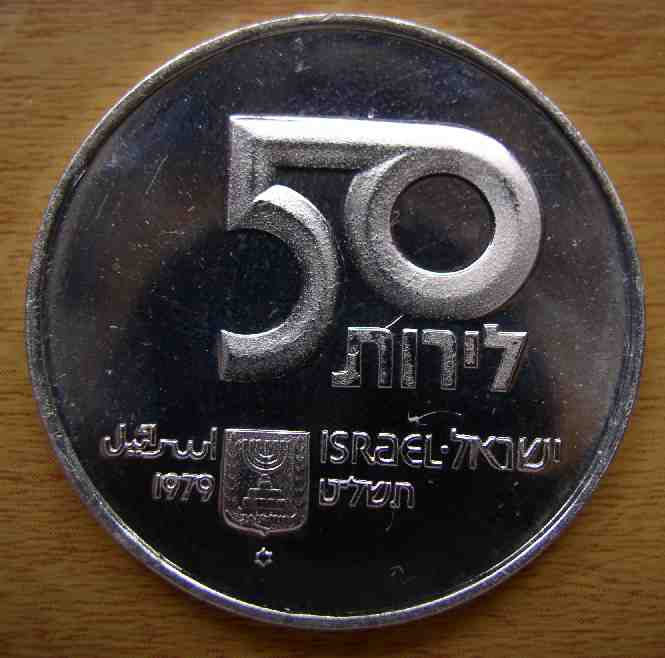
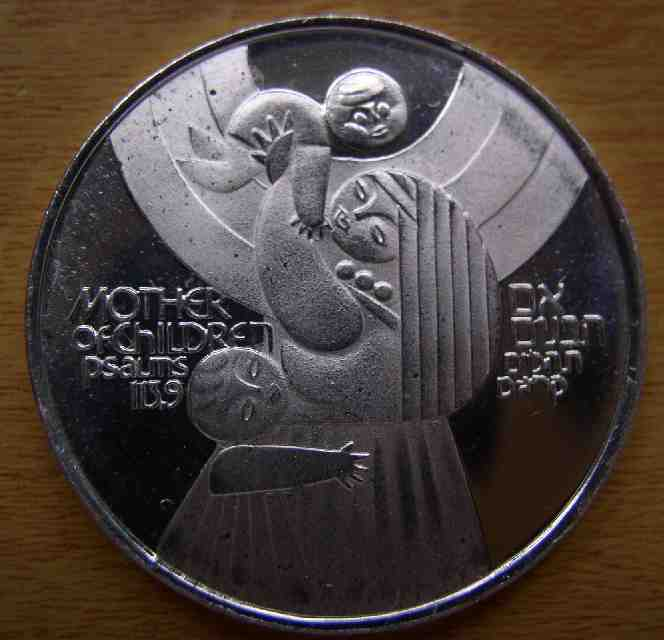
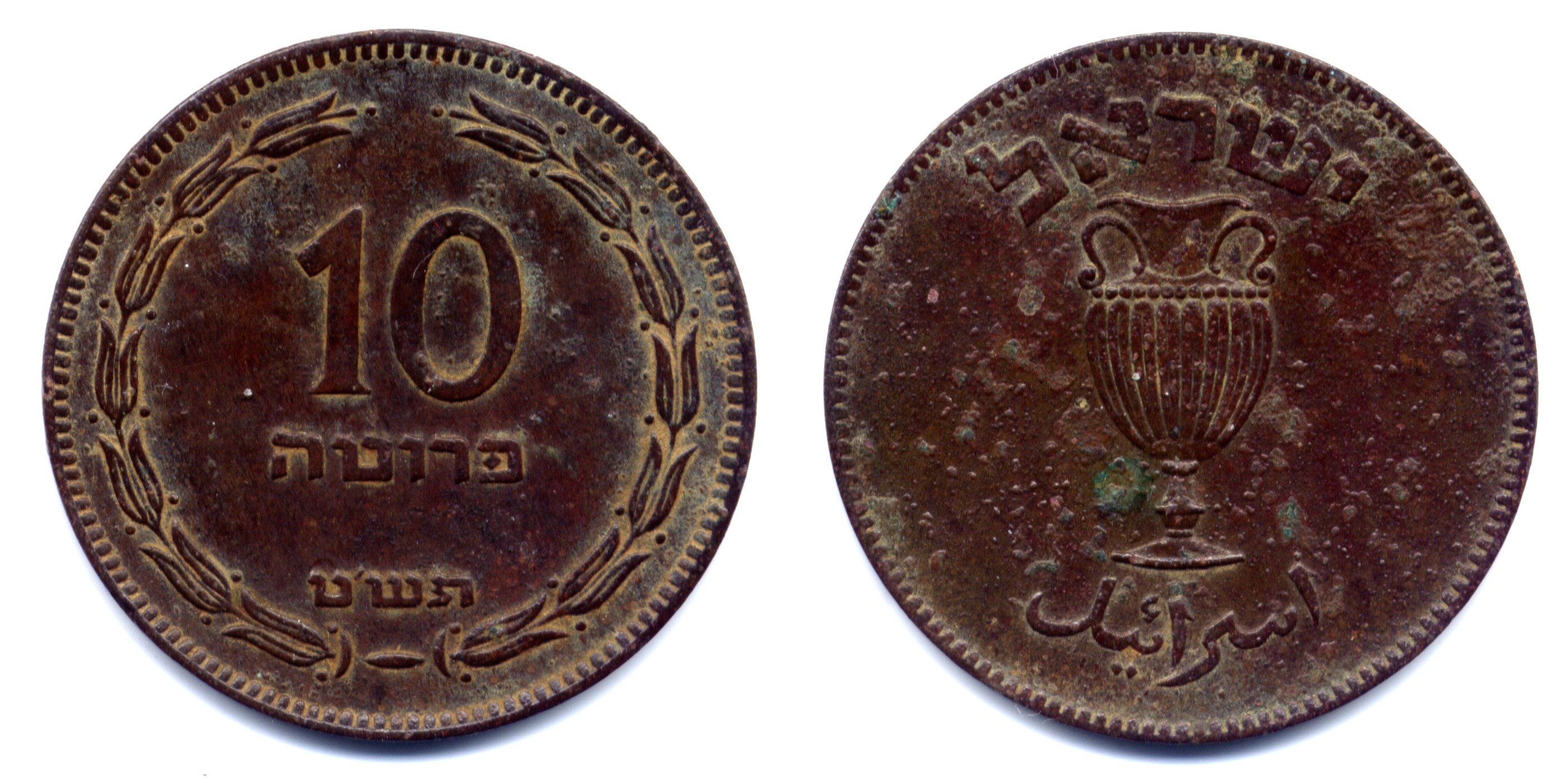